# Tangaroa
Tangaroa (Maori) eller Ta'aroa (Tahiti) är en havsgud och ett ursprungligt andeväsen i Oceaniens mytologi. Son till Rangi och Papa, bror till Tane.
Tangaroa var tillsammans med sin bror Tane den som såg till att jorden befolkades med levande varelser. 

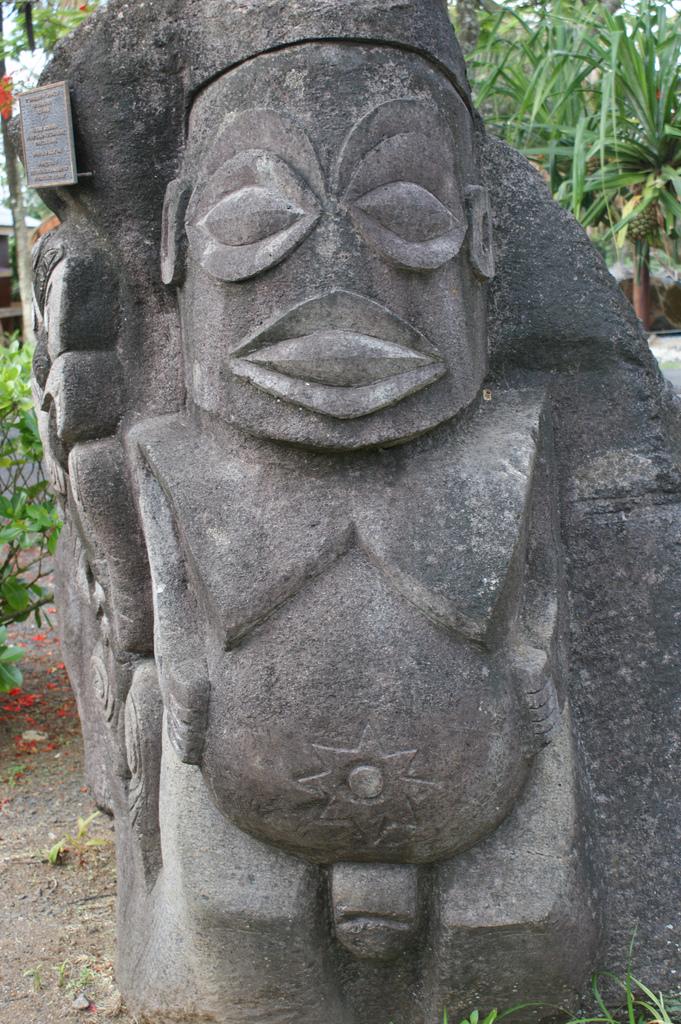
Tangaroaskulptur på Rarotonga.

Tangaroa har olika status i olika delar av Oceanien: I Polynesien har han betydligt högre gudsstatus än bland Maorierna på Nya Zeeland. Även hans dåd och berättelserna om hans liv varierar bland örikena: Vanligtvis betraktas han som en skapelsegud men på Tahiti beskrivs han som en människa som uppnått gudomlighet.
Tangaroa skapade, enligt myterna på Tahiti, sig själv inne i det ursprungliga kosmiska ägget och därefter världen utanför. Där, dvs i vår värld skapade han först gudarna och därefter växterna.